# Hilmer Kollén
Hilmer Kollén, även känd som Karl-Hilmer Johansson, född 25 juni 1850 i Myckleby församling, Göteborgs och Bohus län, död 25 januari 1922 i Hultafors, Älvsborgs län, var en svensk ingenjör utbildad på Chalmers Tekniska Läroanstalt. Han anges som tumstockens uppfinnare.
Han grundade Svenska Mått och Tumstocksfabriken i Stockholm 1883. Fabriken flyttades först till Göteborg, och senare till Hultafors, där tumstockar — eller meterstockar som termen numera rätteligen är — fortfarande på 2000-talet tillverkas.
Det unika i Kolléns patenterade uppfinning var själva leden, där meterstocken viks ihop. Det var länge sedan patentet gick ut, men konstruktionen används praktiskt taget oförändrad ännu på 2000-talet.